# Joseph Ancessy
Joseph Jacques Augustin Ancessy, né le 25 avril 1800 à Perpignan et mort le 2 janvier 1871 dans le 6e arrondissement de Paris, est un compositeur et chef d’orchestre français.

## Biographie
Après avoir été, en 1846, second chef d’orchestre aux Spectacles-Concerts, petit théâtre établi dans les sous-sols du bazar Bonne-Nouvelle, Ancessy devint chef-d’orchestre, de l’Odéon, puis du Théâtre-Français.
De 1855 à 1859, il fit jouer au théâtre des Folies-Nouvelles trois opérettes : Estelle et Némorin ; Jean et Jeanne, un Troc. Il a publié aussi, chez l’éditeur Meissonnier, six sonatines pour violon, avec accompagnement d’un second violon.  
Ancessy se marie en 1870 à Nogent-sur-Marne où il demeure, quelques mois avant sa mort, survenue au début de 1871.
Selon le musicographe Fétis, « L’éducation musicale d’Ancessy était nulle, et ses productions n’avaient aucune valeur. »